# صومعه سانتا کریستینا د ریباس د سیل
صومعه سانتا کریستینا د ریباس د سیل (انگلیسی: Monastery of Santa Cristina de Ribas de Sil) یک صومعه تاریخی در منطقه گالیسیا، واقع در شمال‌غرب اسپانیا است. این صومعه در کنار رودخانه سیل (Sil) و در دل چشم‌اندازهای سرسبز و کوهستانی منطقه ریبیرا ساکرا قرار دارد.
صومعه سانتا کریستینا یکی از نمونه‌های برجسته معماری رمانسک در گالیسیا به شمار می‌رود و قدمت آن به قرون وسطی، به‌ویژه بین سده‌های دهم تا دوازدهم میلادی، بازمی‌گردد. بنای اصلی شامل یک کلیسا با نقشه صلیبی و طاق‌هایی به سبک معماری رمانسک است.
مانند بسیاری از صومعه‌های منطقه، سانتا کریستینا نیز در طول قرون وسطی نقشی مهم در زندگی مذهبی و فرهنگی ایفا می‌کرد، اما با گذر زمان و کاهش جمعیت رهبانان، اهمیت آن کم شد و نهایتاً متروکه گردید.
امروزه، این صومعه به‌دلیل موقعیت زیبا، معماری تاریخی و فضای آرامش‌بخش، یکی از جاذبه‌های گردشگری محبوب در منطقه ریبیرا ساکرا است.

## نگارخانه

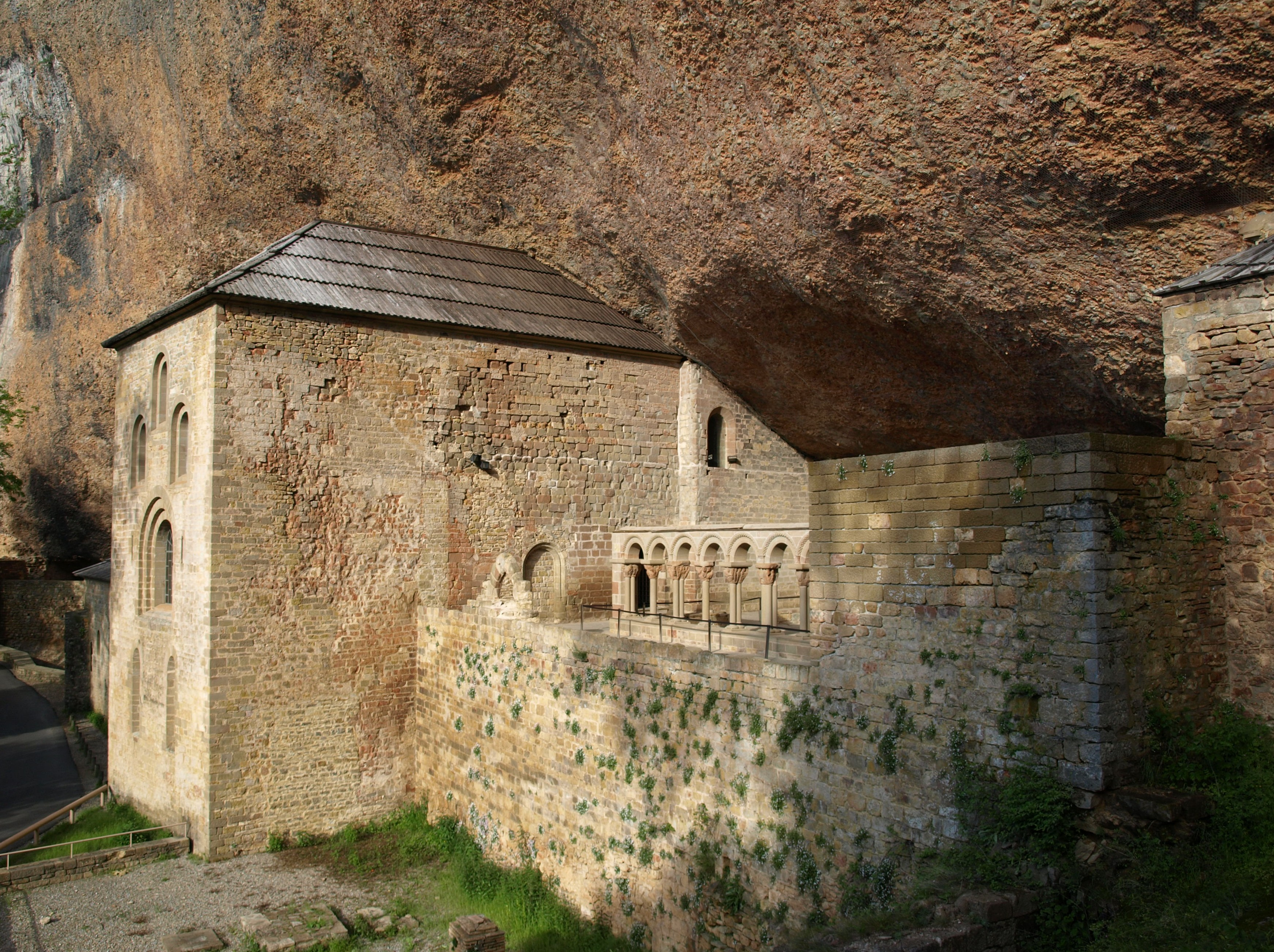
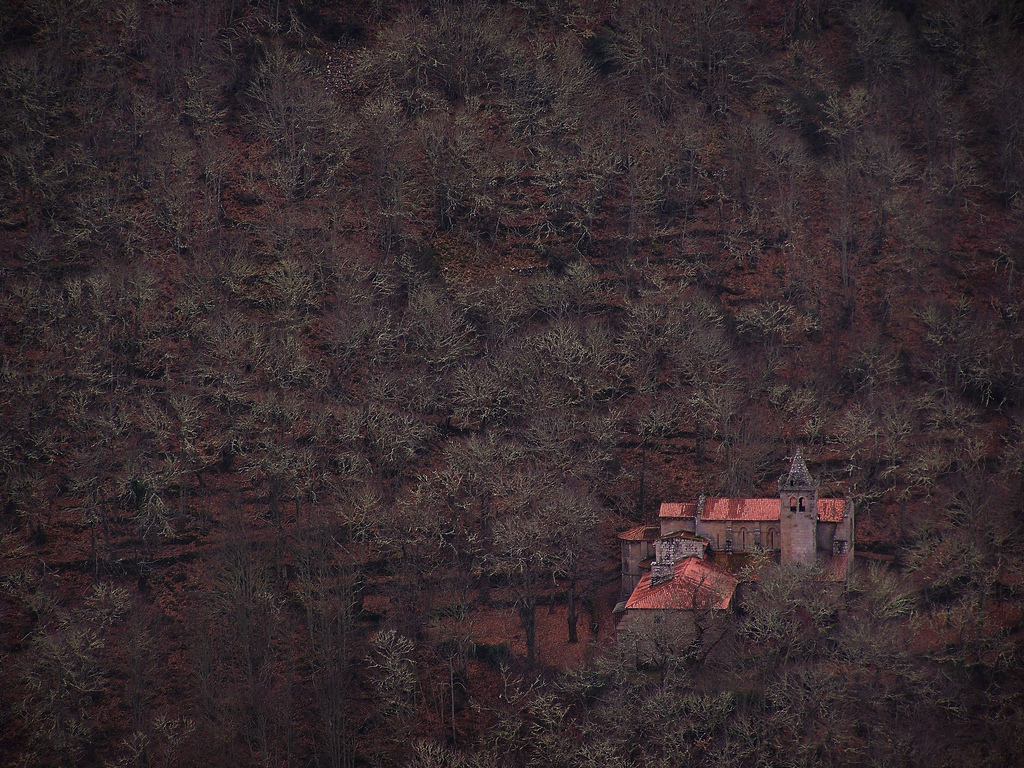
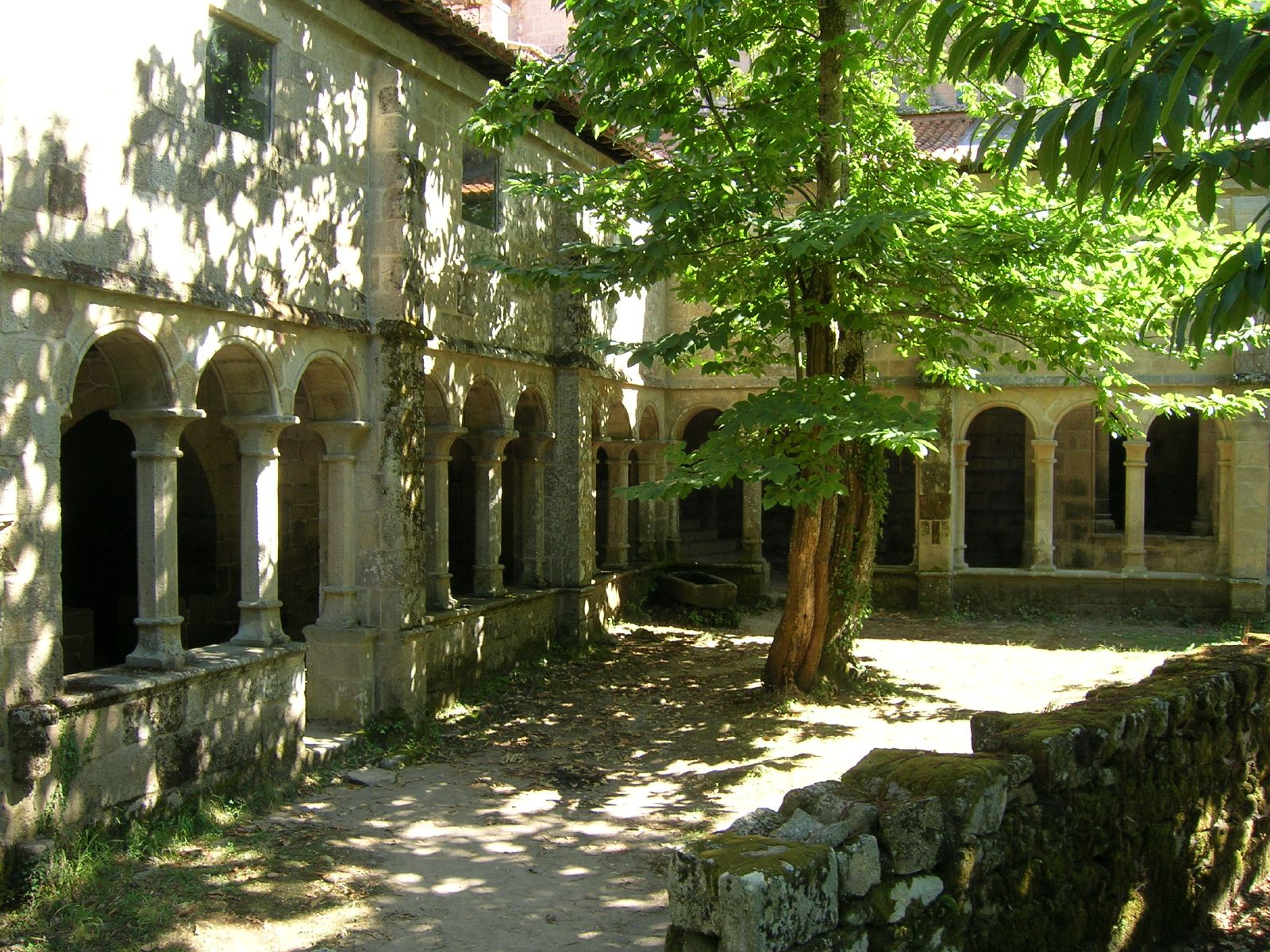
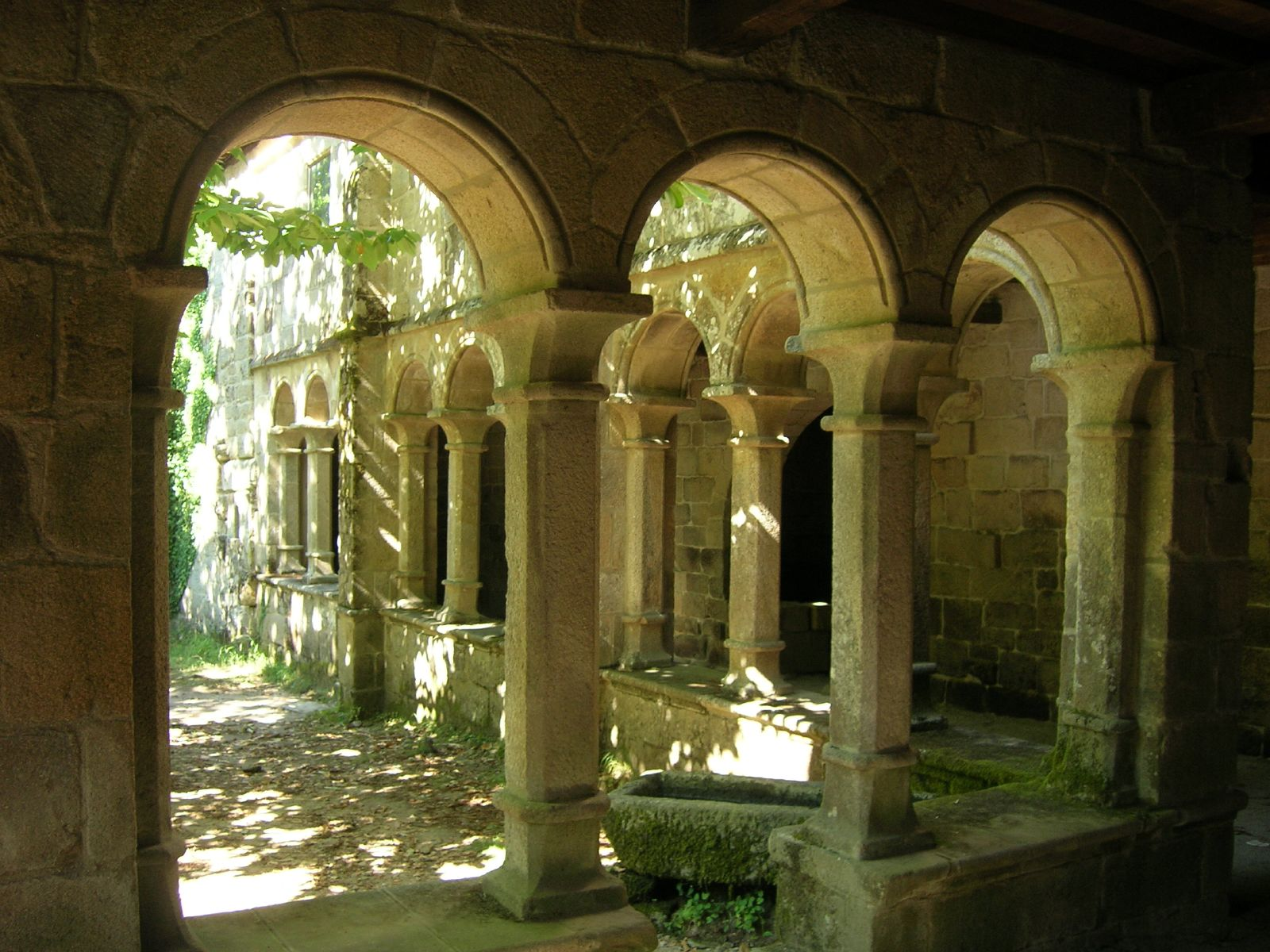
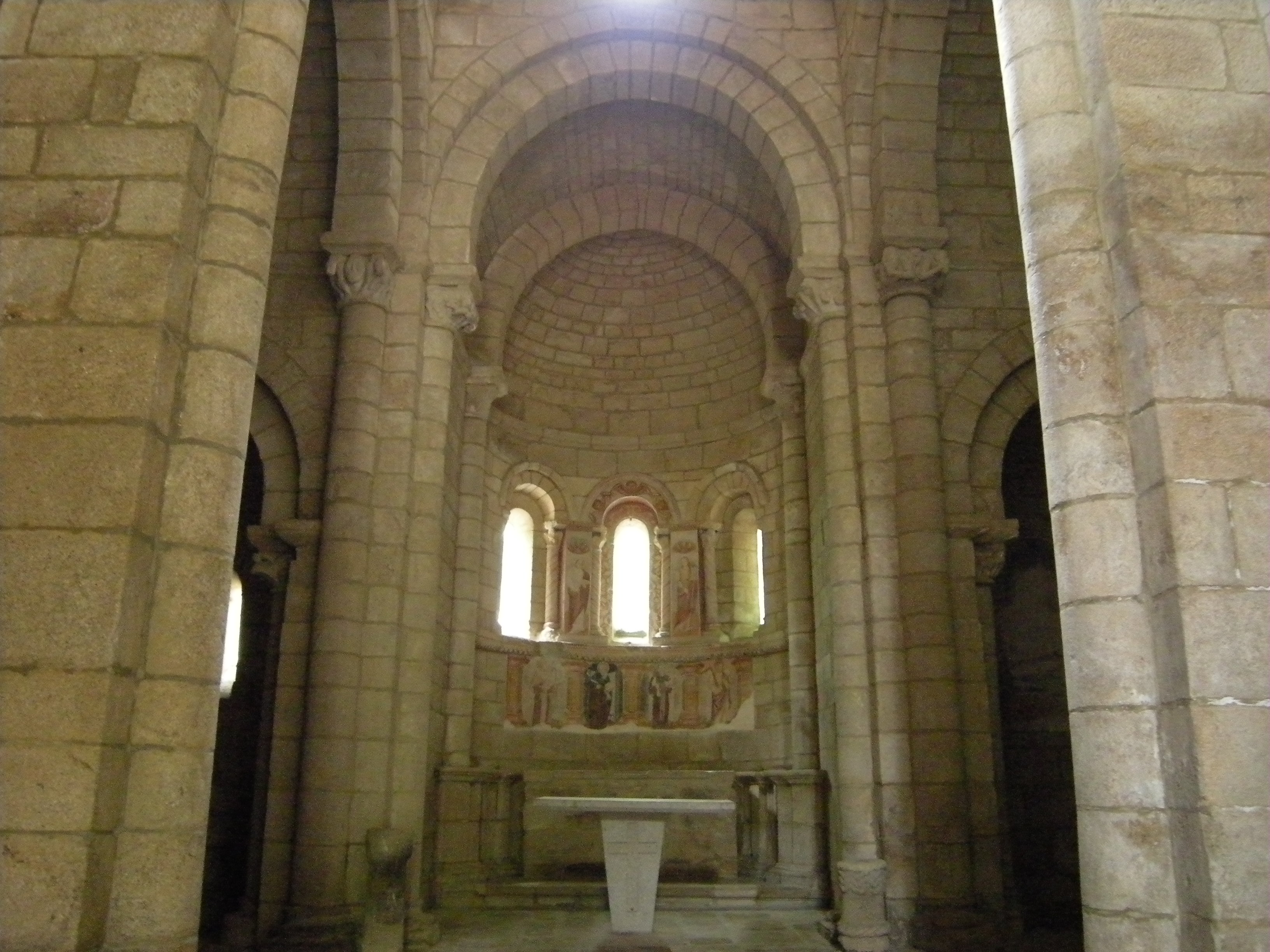
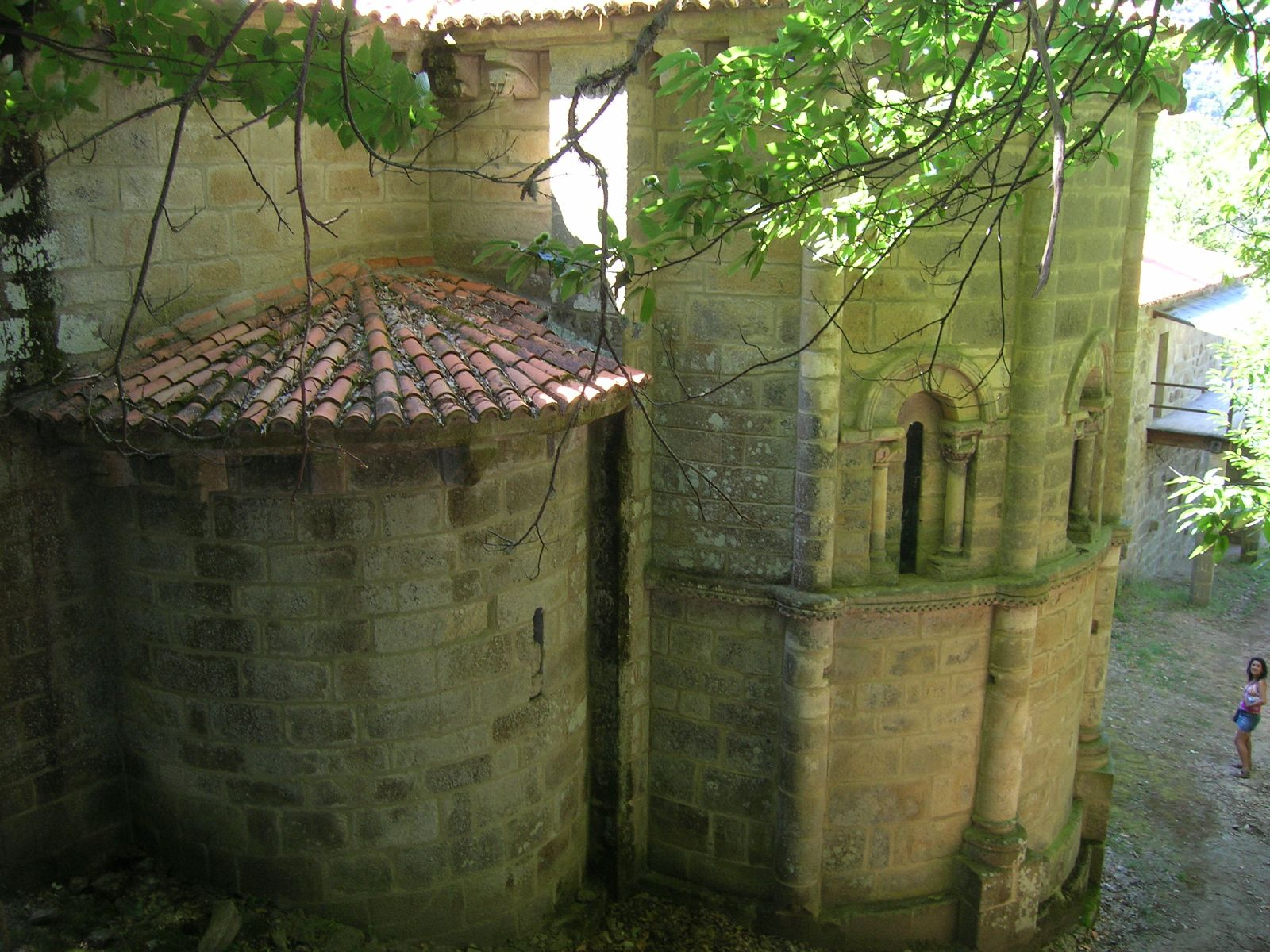
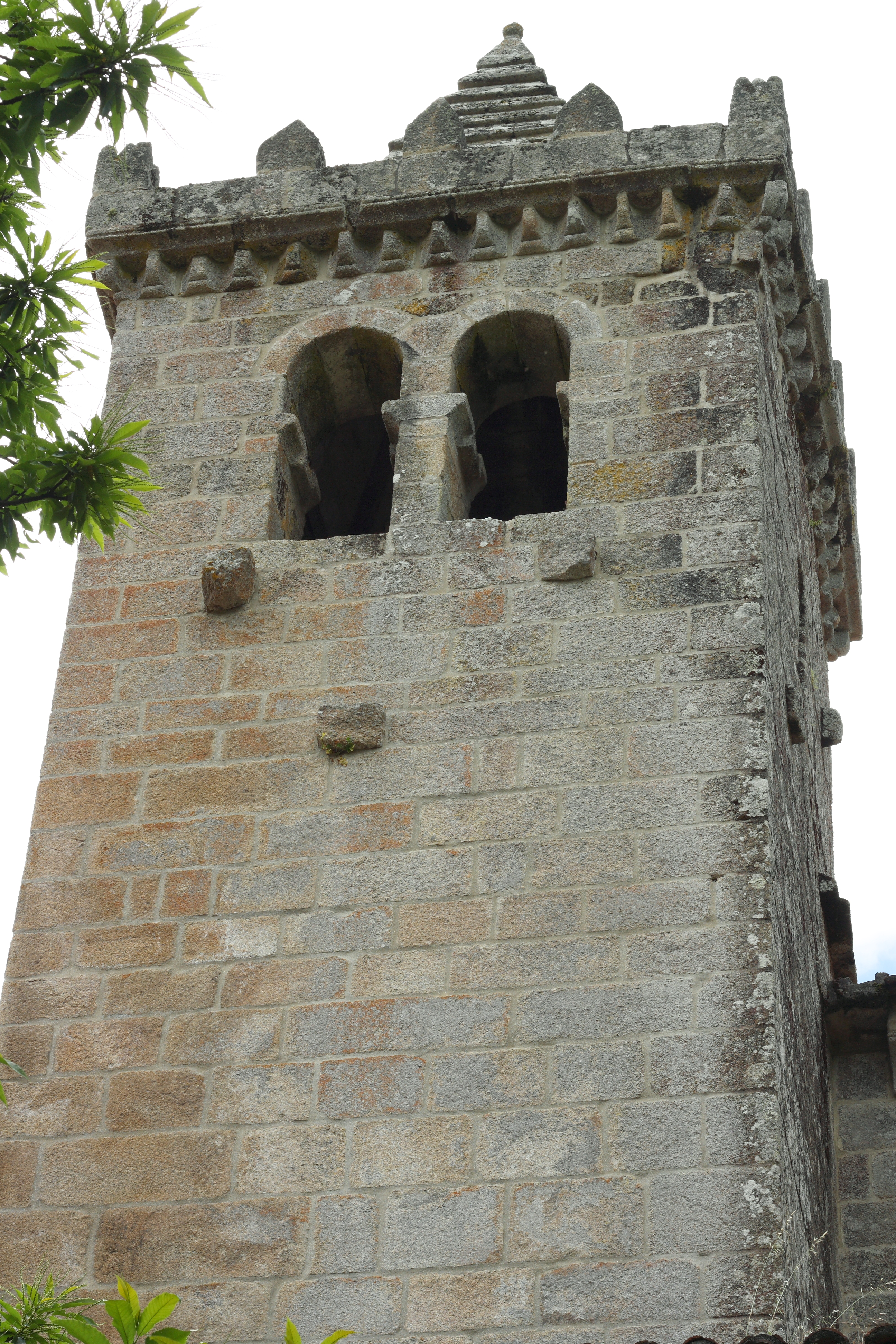
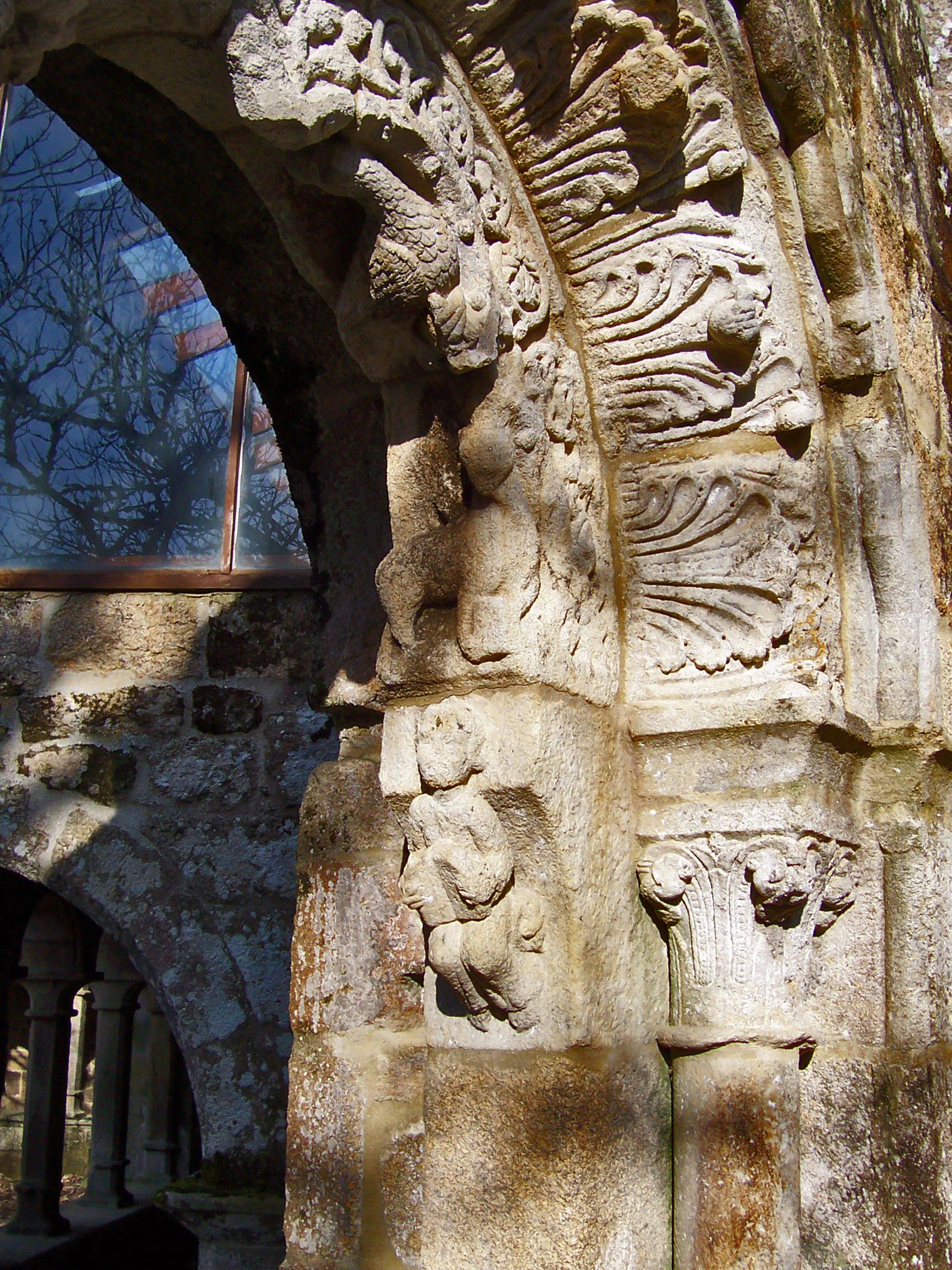